# Neea huachamacarae
Neea huachamacarae är en underblomsväxtart som beskrevs av Julian Alfred Steyermark. Neea huachamacarae ingår i släktet Neea och familjen underblomsväxter. Inga underarter finns listade i Catalogue of Life.